# Локалита Макијареду-Грогасту I (Каљари)
Локалита Макијареду-Грогасту I је насеље у Италији у округу Каљари, региону Сардинија.
Према процени из 2011. у насељу је живело 12 становника. Насеље се налази на надморској висини од 9 м.